# Rhynchopsitta
Rhynchopsitta (лат.) — род птиц из семейства попугаевых. Ранее считался монотипическим.

## Распространение
Обитают в Мексике (несколько изолированных популяций в горах на севере страны). Ранее ареал распространялся и на американские штаты Аризона и Нью-Мексико, куда их в настоящее время пытаются реинтродуцировать. Сезонные мигранты: зимуют обычно в южной части ареала.

## Виды
В род включает два ныне существующих (прежде их считали подвидами одного вида, а затем признали разными видами) и один вымерший виды птиц:
- Rhynchopsitta pachyrhyncha (Swainson, 1827)
- Rhynchopsitta terrisi Moore, 1947
- †Rhynchopsitta phillipsi Rea, 1997 — вымер

Более крупный вымерший вид не был предком ныне существующих.

## Биология
Питаются в основном семенами сосен, которые они извлекают из шишек. Также едят желуди, фрукты, кору, нектар, другую растительную пищу и насекомых.